# اسپلی هیث
اسپلی هیث (به انگلیسی: Aspley Heath) یک روستا و محله مدنی در بریتانیا است که در سنترال بدفوردشر واقع شده‌است. اسپلی هیث ۵۷۸ نفر جمعیت دارد.